# Cephalozia catenulata
Espèce
Synonymes
- Fuscocephaloziopsis catenulata Cephalozia catenulata (Huebener) Lindb., 1872 (préféré par NCBI)[2]
- Jungermannia catenulata Huebener[1]

Cephalozia catenulata est une espèce d'hépatiques de la classe des Jungermanniopsida, de la famille des Cephaloziaceae. Cette espèce se développe principalement sur le bois mort.

## Liste des variétés et sous-espèces
Selon The Plant List (3 mars 2020) :
- sous-espèce Cephalozia catenulata subsp. nipponica (S. Hatt.) Inoue
- variété Cephalozia catenulata var. hakkodensis (Stephani) Awak.

Selon Tropicos (3 mars 2020) (Attention liste brute contenant possiblement des synonymes) :
- sous-espèce Cephalozia catenulata subsp. catenulata
- sous-espèce Cephalozia catenulata subsp. nipponica (S. Hatt.) Inoue
- variété Cephalozia catenulata var. catenulata
- variété Cephalozia catenulata var. hakkodensis (Steph.) Awak.
- variété Cephalozia catenulata var. pallida Spruce
- variété Cephalozia catenulata var. reclusa (Taylor) Gams
- variété Cephalozia catenulata var. stipulifera Spruce